# Vincenzo Migliaro

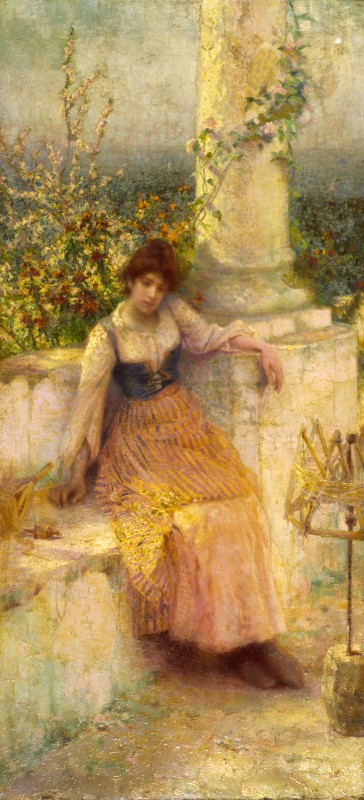
Popolana all'arcolaio, 1905 circa (Fondazione Cariplo)

Vincenzo Migliaro (Napoli, 8 ottobre 1858 – Napoli, 16 marzo 1938) è stato un pittore, scultore e incisore italiano, di scuola napoletana.

## Biografia
Dopo aver appreso l'arte dell'intaglio ai corsi della Società Centrale Operaia Napoletana ed aver frequentato lo studio di Stanislao Lista, si iscrive nel 1875 all'Istituto di Belle Arti di Napoli e si forma sotto la guida di Domenico Morelli.
Nel 1877 compie un breve viaggio a Parigi, dove si sofferma a studiare le opere esposte al Museo del Louvre. È tuttavia Napoli, con la sua vivace vita popolare, la principale fonte di ispirazione dell'artista: le opere con le quali partecipa alle esposizioni nazionali - come quelle di Torino, del 1880, del 1884 e del 1898 - e alle internazionali (come quella di Barcellona, dove nel 1911 ottiene la medaglia d'argento) ne sanciscono la fama di attento osservatore ed indagatore della realtà napoletana.
Contribuisce con altri pittori, tra i quali Vincenzo Irolli e Vincenzo La Bella, a decorare le sale del Caffè Gambrinus.
Partecipa alle Biennali internazionali d'arte di Venezia, dal 1901 al 1928. Nel 1927 espone alla Galleria Pesaro di Milano, insieme a Vincenzo Caprile e Vincenzo Gemitoː sono tutti artisti napoletani.

## Altre opere
La Galleria dell'Accademia di belle arti di Napoli possiede queste opere di Vincenzo Migliaro: Testa di giovane donna, olio su tela, 1877, 42x54 cm, saggio di scuola premiato (in deposito al Museo di Capodimonte);  Studio di due figure coricate, carboncino, 1878, 54,9x42,4 cm, firmato e datato, saggio di scuola premiato; Bozzetto, matita penna e carboncino, 34x42,7 cm, firmato.